# Nicchia

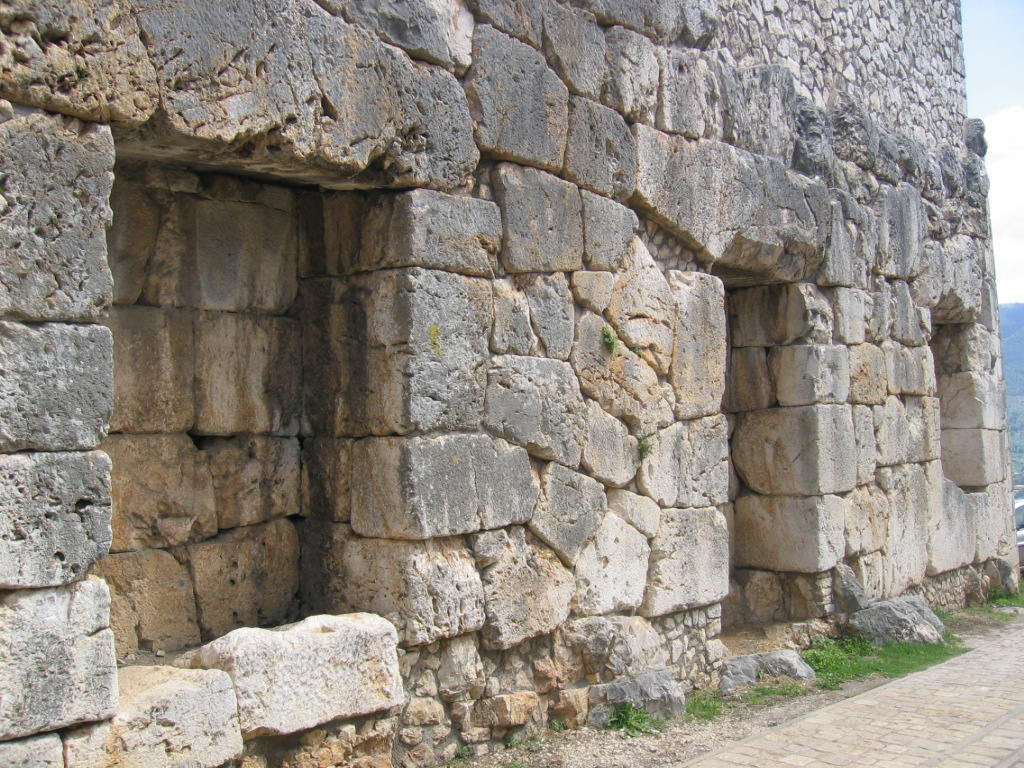
Nicchie nelle mura poligonali dell'Acropoli di Alatri: ospitavano gli dèi protettori della città.

La nicchia (dal latino nidus, "nido", in francese niche) è una cavità o alveolo ottenuta nello spessore di un muro; può essere a pianta semicircolare, rettangolare o poligonale, spesso sormontata da una mezza calotta sferica.
Generalmente le nicchie sono incavi di dimensioni medio-piccole che ospitano statuette o immagini di culto, ma sono chiamate nicchie anche quegli spazi delle fortificazioni e castelli in cui possono stare protetti i soldati di guardia.

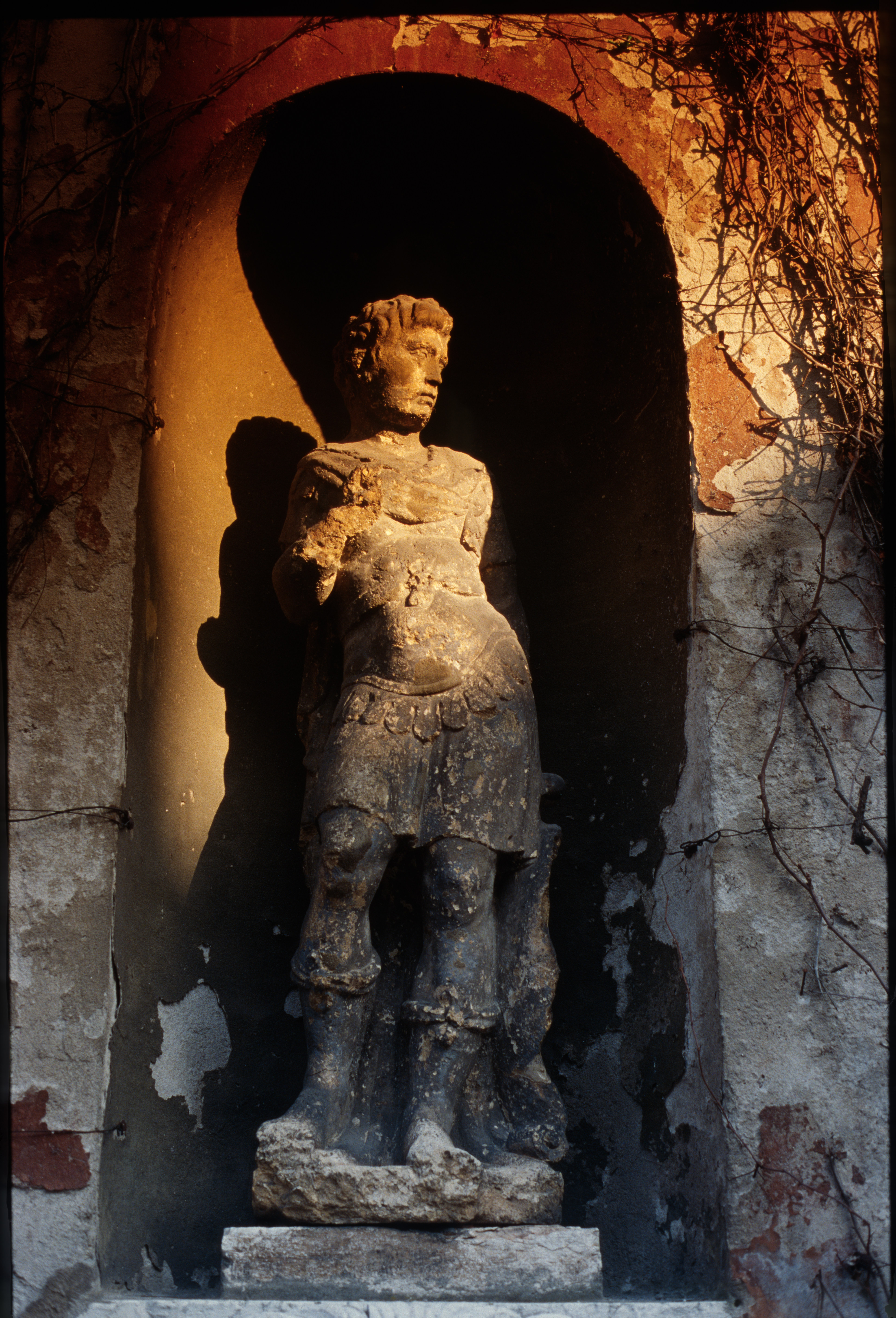
Statua di Apollo all'interno di una nicchia a forma di esedra
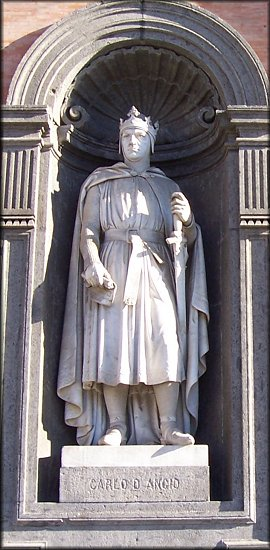
Una nicchia con statua (a Napoli).